# Podział władz
Podział władz (podział władzy) – model organizacji państwa, w którym funkcje władzy są od siebie oddzielone i powierzone niezależnym od siebie ciałom. W swej dojrzałej formie został opisany w epoce Oświecenia przez Johna Locke'a i Monteskiusza. Stał się inspiracją dla konstytucji Stanów Zjednoczonych z 1787 roku. Przeciwstawiany jest modelowi jednolitości władzy państwowej.

## Koncepcje oświeceniowe

### Koncepcja Locke'a
John Locke w Dwóch traktatach o rządzie przyjął, że społeczeństwo jest suwerenem i tworem pierwotnym w stosunku do państwa oraz władzy państwowej. Sprzeciwiał się absolutyzmowi; według niego społeczeństwo wyłania z siebie władze: ustawodawczą, wykonawczą i federatywną.
Locke na najwyższej pozycji umieścił bikameralny parlament, wybierany w wyborach cenzusowych. Do izby wyższej, Izby Lordów, powinni według niego wchodzić przedstawiciele starej arystokracji, zaś do niższej, Izby Gmin, przedstawiciele nowego ziemiaństwa i burżuazji. Władza wykonawcza, należąca do monarchy i powoływanych przez niego ministrów, ma niższą pozycję i m.in. sprawuje sądy. Władza federatywna w koncepcji Locke'a zajmowałaby się polityką międzynarodową.

### Koncepcja Monteskiusza
Monteskiusz, zainspirowany dziełami Locke'a, w swoim dziele O duchu praw stwierdził, że posiadanie władzy skłania do jej nadużywania i łamania praw obywatelskich. Warunkiem zachowania wolności politycznej obywateli jest podział władz między różne, niezależne, wzajemnie dopełniające, hamujące i kontrolujące się podmioty. Pisał:

Kiedy w jednej i tej samej osobie lub w jednym i tym samym ciele władza prawodawcza zespolona jest z wykonawczą, nie ma wolności, ponieważ można się lękać, aby ten sam monarcha albo ten sam senat nie stanowił tyrańskich praw, które będzie tyrańsko wykonywał. Nie ma również wolności, jeśli władza sądowa nie jest oddzielona od władzy prawodawczej i wykonawczej. Gdyby była połączona z władzą prawodawczą, władza nad życiem i wolnością obywateli byłaby dowolną, sędzia bowiem byłby prawodawcą. Gdyby była połączona z władzą wykonawczą, sędzia mógłby mieć siłę ciemiężyciela.

Według niego w każdym państwie funkcjonuje władza ustawodawcza (zalecał, by sprawował ją bikameralny parlament), władza wykonawcza (którą miał dysponować monarcha) oraz władza sądownicza (sprawowana przez niezależne sądy). Parlament powinien mieć wyłączność na stanowienie prawa. Jego izba wyższa, złożona z przedstawicieli arystokracji, zapewniałaby ograniczenie radykalnych działań izby niższej, złożonej z przedstawicieli ogółu społeczeństwa. Monarcha miał dysponować prawem zwoływania i odraczania sesji parlamentu oraz zgłaszania weta. Miał także mianować ministrów, odpowiedzialnych przed parlamentem za realizację zadań władzy wykonawczej, dokonywaną w formie kontrasygnowanych decyzji monarchy. Według Monteskiusza sędziowie, podlegli wyłącznie ustawom, powinni być wybierani na czas określony. Powinni być także równi oskarżonemu stanem. Egzekucję wyroków sądów Monteskiusz zaliczył do zadań władzy wykonawczej.
Termin „trójpodział władzy” wymyślił Tadeusz Boy-Żeleński, w oryginale Monteskiusz pisał o dystrybucji trzech władz.

## Zastosowanie koncepcji oświeceniowych
Koncepcja Monteskiusza zyskała uznanie jeszcze w XVIII wieku. Została wyrażona w Deklaracji Praw Człowieka i Obywatela, konstytucji Stanów Zjednoczonych, Konstytucji 3 maja i pierwszej konstytucji francuskiej. Trójpodział władz znały także konstytucje dziewiętnasto- i dwudziestowieczne.
Współcześnie z tej koncepcji wyprowadza się następujące wnioski: władza ustawodawcza, wykonawcza i sądownicza są wyodrębnione i sprawowane przez osobne organy państwowe, łączenie kompetencji organów i stanowisk różnych władz jest niedopuszczalne, władze te mają wzajemnie oddziaływać na siebie i się hamować. Jednak postulaty podziału i równości władz są trudne do ścisłego przestrzegania. Organy władzy wykonawczej realizują zadania z zakresu ustawodawstwa, a organy ustawodawcze mają prawo do działalności wykonawczej. Ponadto zdarza się, że z powodu sytuacji politycznej (w mniejszym stopniu – z postanowień konstytucji) przeważa rola parlamentu albo organów władzy wykonawczej.

## Inne modele
Istnieją modele, w których wyróżnia się inne rodzaje władz. Na przykład w Brazylii istniała czwarta władza – moderacyjna, znana też jako pośrednicząca. Polegała ona na korygowaniu przez monarchę decyzji pozostałych organów władzy. Pierwotnie (według konstytucji z 1824) sprawował ją cesarz. Później, według konstytucji z 1934, należała ona do senatu.
W 1906 Sun Jat-sen zaproponował inny system – pięciu władz (Wuquan Xianfa). Oparł go na trójpodziale, który znał z krajów anglosaskich i dodał dwie władze, inspirując się tradycjami administracji chińskiej. Były to władze: egzaminacyjna i kontrolna. Według jego koncepcji władza egzaminacyjna miała oceniać urzędników, a władza kontrolna – kontrolować pozostałe. Na tym modelu bazuje konstytucja Republiki Chińskiej (Tajwanu).